# Сафоновка (Казахстан)
Сафо́новка (каз. Сафоновка) — село у складі Курмангазинського району Атирауської області Казахстану. Адміністративний центр та єдиний населений пункт Сафоновського сільського округу.
Населення — 1774 особи (2021; 1771 у 2009, 1734 у 1999, 1536 у 1989).